# Il fuggiasco (film 1918)
Il fuggiasco (The Border Wireless) è un film muto del 1918 diretto da William S. Hart. La pellicola fu utilizzata per propagandare il Fourth Liberty Loan Drive (i buoni di guerra) durante la prima guerra mondiale.

## Trama
Dopo la morte dei genitori, Steve Ransom diventa un fuorilegge, rapinando la compagnia ferroviaria che si è impossessata del suo ranch nel Wyoming. In Arizona, l'uomo salva da alcuni banditi una ragazza di cui si innamora. Lei, Elsa Miller, è una telegrafista che rimane coinvolta nell'azione di alcune spie tedesche che trasmettono messaggi a Berlino. Quando gli Stati Uniti dichiarano guerra alla Germania, Steve vorrebbe arruolarsi ma uno dei tedeschi, Herman Brandt, anche lui innamorato di Elsa, lo denuncia come fuorilegge. Steve, mentre cerca rifugio in un canyon, mette fuori uso il telegrafo delle spie: riabilitato, può partire per il fronte. Prima della sua partenza per la Francia, promette a Elsie di ritornare da lei.

## Produzione
Il film fu prodotto dalla William S. Hart Productions.

## Distribuzione
Distribuito dalla Artcraft Pictures Corporation e Paramount Pictures, il film uscì nelle sale cinematografiche USA il 29 settembre 1918. In Italia uscì nel 1924, mentre in Finlandia venne distribuito il 1º febbraio 1925.